# Valborg Olander
Valborg Henrika Christina Olander, född 14 maj 1861 på Uddeholms bruk, Norra Råda församling i Värmland, död 27 februari 1943 i Oscars församling, Stockholm, var en svensk seminarielärare, politiker och rösträttsaktivist.

## Biografi
Valborg Olander var utbildad vid Högre lärarinneseminariet i Stockholm, där hon hade blivit antagen som elev vid 15 års ålder. Hon var verksam i Lidköping och elementarläroverket för flickor i Göteborg, samt från 1888 som adjunkt vid Folkskoleseminariet i Falun.   
Olander engagerade sig starkt för kvinnors rösträtt. Hon var en känd skribent inom kvinnorörelsen och inom pedagogiken. Hon studerade även utomlands under sin tid som lärare och utgav tillsammans med språkvetaren professor Gustaf Cederschiöld böcker i svenska språket. Hon blev 1905 ordförande i den lokala rösträttsföreningen i Falun, Föreningen för kvinnans politiska rösträtt i Falun, och även dennas representant i den nationella rösträttsföreningens centralstyrelse, Landsföreningen för kvinnans politiska rösträtt.   
Hon blev 1907 vice ordförande seminarielärareföreningens styrelse och styrelsemedlem för Falu allmänna bibliotek, och 1908 skolrådsledamot och en av stadsfullmäktige utsedd suppleant i styrelsen för Elementarläroverket för flickor i Falun. I lokalvalen 1910 blev hon invald i Falu stadsfullmäktige för de frisinnade. Hon blev som sådan tillsammans med Elfrida Larsson den första kvinnan i stadsfullmäktige i Falun.   
Valborg Olander lärde känna Selma Lagerlöf, och de utvecklade en relation som i efterhand har kallats både kärlek och nära vänskap, och som bland annat belyses av deras fyrtioåriga brevväxling. Olander kom att utöva ett visst inflytande på Selma Lagerlöfs senare författarskap (från omkring 1905), i egenskap av litterär rådgivare, förtrogen och ibland en slags sekreterare och litterär agent.
Under 1912–1913 lät hon bygga ett hus på Villagatan snett emot Lagerlöfsgården i Falun. År 1924 sålde hon huset och flyttade till Karlavägen i Stockholm där Selma Lagerlöf sedan alltid bodde vid sina besök. Valborg Olander behöll sin anknytning till Dalarna via sommarvistelserna på gården i Bengtsarvet.

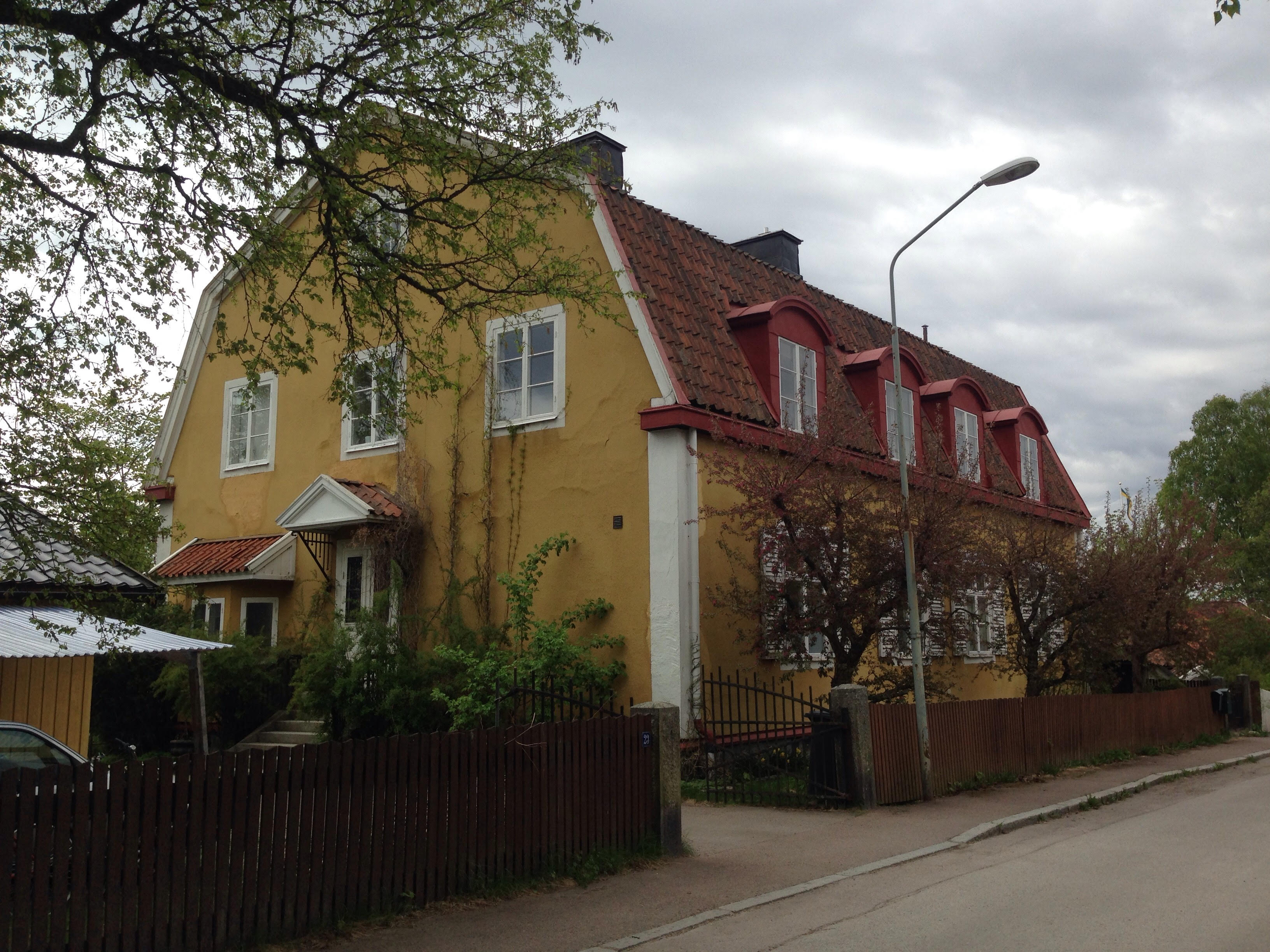
Huset där Valborg Olander bodde på Villagatan 23 i Falun.

Relationen mellan Selma Lagerlöf, Valborg Olander och Sophie Elkan porträtterades 2008 i TV-serien Selma med manus av Åsa Lantz. I rollerna syntes Helena Bergström som Selma Lagerlöf, Ingela Olsson som Valborg Olander och Alexandra Rapaport som Sophie Elkan.